# Nuoto ai Giochi della V Olimpiade - 100 metri stile libero femminili
La gara dei 100 metri stile libero femminili dei Giochi di Stoccolma 1912 venne disputata in tre turni dall'8 al 12 luglio; vi presero parte 27 nuotatrici in rappresentanza di 7 nazioni.
Fu la prima gara femminile di nuoto disputata sia a livello olimpico, sia a livello internazionale.
Il primo oro della storia venne vinto dall'australiana, rappresentante l'Australasia, Fanny Durack, davanti alla connazionale Mina Wylie e alla britannica Jennie Fletcher. Durack stabilì nel primo turno un nuovo record mondiale, migliorando il precedente primato di Daisy Curwen, anch'essa qualificata alla finale, ma che dovette rinunciare alla competizione in quanto ricoverata d'urgenza in ospedale per un'appendicite.

## Primo turno
- Batteria 1

| Pos. | Atleta          | Nazione       | Tempo  | Note |
| ---- | --------------- | ------------- | ------ | ---- |
| 1    | Isabella Moore  | Gran Bretagna | 1'29"8 | Q,   |
| 2    | Louise Otto     | Germania      | 1'34"4 | Q    |
| 3    | Klara Milch     | Austria       | 1'37"2 |      |
| 4    | Greta Johansson | Svezia        | 1'41"4 |      |
| 5    | Tyyne Järvi     | Finlandia     | 1'42"4 |      |
| -    | Aagot Norman    | Norvegia      | -      | DNF  |

- Batteria 2

| Pos. | Atleta          | Nazione       | Tempo  | Note |
| ---- | --------------- | ------------- | ------ | ---- |
| 1    | Daisy Curwen    | Gran Bretagna | 1'23"6 | Q,   |
| 2    | Jennie Fletcher | Gran Bretagna | 1'26"2 | Q    |
| 3    | Berta Zahourek  | Austria       | 1'38"6 |      |
| 4    | Josefa Kellner  | Austria       | 1'41"2 |      |
| 5    | Karin Lundgren  | Svezia        | 1'44"8 |      |
| 6    | Sonja Johnsson  | Svezia        | ?      |      |

- Batteria 3

| Pos. | Atleta             | Nazione       | Tempo  | Note |
| ---- | ------------------ | ------------- | ------ | ---- |
| 1    | Mina Wylie         | Australasia   | 1'26"8 | Q    |
| 2    | Mary Langford      | Gran Bretagna | 1'28"0 | Q    |
| 3    | Hermine Stindt     | Germania      | 1'29"2 |      |
| 4    | Fini Sticker       | Austria       | 1'31"8 |      |
| 5    | Claire Guttenstein | Belgio        | ?      |      |
| 6    | Elsa Björklund     | Svezia        | ?      |      |

- Batteria 4

| Pos. | Atleta         | Nazione       | Tempo  | Note |
| ---- | -------------- | ------------- | ------ | ---- |
| 1    | Fanny Durack   | Australasia   | 1'19"8 | Q,   |
| 2    | Irene Steer    | Gran Bretagna | 1'27"2 | Q    |
| 3    | Wally Dressel  | Germania      | 1'28"6 | Q    |
| 4    | Grete Adler    | Austria       | 1'34"4 |      |
| 5    | Greta Carlsson | Svezia        | ?      |      |
| 6    | Regina Kari    | Finlandia     | ?      |      |

- Batteria 5

| Pos. | Atleta          | Nazione       | Tempo  | Note |
| ---- | --------------- | ------------- | ------ | ---- |
| 1    | Grete Rosenberg | Germania      | 1'25"0 | Q    |
| 2    | Annie Speirs    | Gran Bretagna | 1'25"6 | Q    |
| 3    | Vera Thulin     | Svezia        | 1'44"0 |      |

## Semifinali
- Batteria 1

| Pos. | Atleta         | Nazione       | Tempo  | Note |
| ---- | -------------- | ------------- | ------ | ---- |
| 1    | Fanny Durack   | Australasia   | 1'20"2 | Q    |
| 2    | Daisy Curwen   | Gran Bretagna | 1'26"8 | Q    |
| 3    | Annie Speirs   | Gran Bretagna | 1'27"0 | Q    |
| 4    | Isabella Moore | Gran Bretagna | 1'27"4 |      |
| 5    | Mary Langford  | Gran Bretagna | 1'29"2 |      |
| 6    | Louise Otto    | Germania      | 1'32"0 |      |

- Batteria 2

| Pos. | Atleta          | Nazione       | Tempo  | Note |
| ---- | --------------- | ------------- | ------ | ---- |
| 1    | Mina Wylie      | Australasia   | 1'27"0 | Q    |
| 2    | Jennie Fletcher | Gran Bretagna | 1'27"2 | Q    |
| 3    | Grete Rosenberg | Germania      | 1'29"2 | Q    |
| 4    | Wally Dressel   | Germania      | 1'33"4 |      |
| -    | Irene Steer     | Gran Bretagna | -      | SQ   |

## Finale
| Pos.    | Atleta          | Nazione       | Tempo  | Note |
| ------- | --------------- | ------------- | ------ | ---- |
| Oro     | Fanny Durack    | Australasia   | 1'22"2 |      |
| Argento | Mina Wylie      | Australasia   | 1'25"4 |      |
| Bronzo  | Jennie Fletcher | Gran Bretagna | 1'27"0 |      |
| 4       | Grete Rosenberg | Germania      | 1'27"2 |      |
| 5       | Annie Speirs    | Gran Bretagna | 1'27"4 |      |
| -       | Daisy Curwen    | Gran Bretagna | -      | DNS  |